# 1999년 구정컵
1999년 구정컵은 홍콩에서 해마다 열리는 구정컵의 17번째 대회이다. 결승전에서 멕시코가 이집트를 3-0으로 누르고 우승을 차지했다.

## 같이 보기
- 홍콩 1부 리그